# Балка біля річки Токмак
Балка біля річки Токмак — ландшафтний заказник місцевого значення. Об'єкт розташований на території Чернігівського району Запорізької області, Верхньотокмацька сільська рада.
Площа — 20,9 га, статус отриманий  2016 року.
На території заказника переважає степова та лучна рослинність: стоколос, чистотіл великий, куничник наземний, брандушка різнокольорова, лисохвіст лучний, тимофіївка лучна, осока гостра тощо.